# Hietajärvi (Gällivare socken, Lappland)
Hietajärvi är en sjö i Gällivare kommun i Lappland och ingår i Kalixälvens huvudavrinningsområde. Sjön har en area på 0,044 kvadratkilometer och ligger 383 meter över havet.

## Delavrinningsområde
Hietajärvi ingår i det delavrinningsområde (748870-173957) som SMHI kallar för Mynnar i Harrijoki. Medelhöjden är 379 meter över havet och ytan är 0,6 kvadratkilometer. Räknas de 9 avrinningsområdena uppströms in blir den ackumulerade arean 7,99 kvadratkilometer. Vattendraget som avvattnar avrinningsområdet har biflödesordning 5, vilket innebär att vattnet flödar genom totalt 5 vattendrag innan det når havet efter 224 kilometer. Avrinningsområdet består mestadels av skog (92 procent). Avrinningsområdet har 0,05 kvadratkilometer vattenytor vilket ger det en sjöprocent på 7,5 procent.